# Jinnathugau
Jinnathugau est une petite île inhabitée des Maldives. 

## Géographie
Jinnathugau est située dans le centre des Maldives, à l'Est de l'atoll Nilandhe Nord, dans la subdivision de Faafu. 